# Jodi Albert

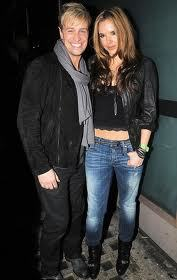
Jodi Albert mit ihrem Ehemann Kian Egan

Jodi Mary Albert (* 22. Juli 1983 in Chingford, London) ist eine britische Schauspielerin und Sängerin.

## Leben
Die Tochter von Eileen und George Albert trat 1999, im Alter von 16 Jahren, der von Simon Cowell zusammengestellten Girl Group Girl Thing bei. Die Gruppe hatte mit dem Lied Last Ones Standing einen Top-Ten-Hit in England, brach aber nach einem Jahr wieder auseinander. Erste Theater-Erfahrung bekam sie im Alter von zehn Jahren, als sie im Londoner Palace Theater im Musical Les Misérables auf der Bühne stand. Ihre Ausbildung zur Schauspielerin absolvierte sie an der Sylvia Young Theatre School in Marylebone, London. Bekannt wurde sie durch die Fernsehserie Hollyoaks, für die sie 2002 bis 2004 vor der Kamera stand. Es folgten weitere Produktionen, zumeist wiederum Fernsehserien. Inzwischen singt Jodi Albert in der englisch/irischen Girlband „Wonderland“.
Albert ist seit 2003 mit Kian Egan von der irischen Musikgruppe Westlife liiert. Die beiden haben sich am 25. Dezember 2007 verlobt und sind seit Mai 2009 verheiratet.

## Filmografie (Auswahl)
- 2002–2004: Hollyoaks (TV-Serie)
- 2003: The Debt (TV)
- 2005, 2007: Casualty (TV-Serie, 2 Folgen)
- 2006: Respectable (TV-Serie, 6 Folgen)
- 2006: Inspector Lynley (The Inspector Lynley Mysteries, TV-Serie, 1 Folge)
- 2007: Popcorn

## Auszeichnungen
Albert wurde in den Jahren zwischen 2003 und 2005 auf die FHM-Liste der 100 Sexiest Women gewählt, auf der sie jeweils einen der hinteren Plätze (2003: 93; 2004: 73; 2005: 65) belegte. 2005 bekam sie außerdem den Sexiest Female Award von den British Soap Awards für ihre Rolle in Hollyoaks.